# Pero Vaz de Caminha
Pero Vaz de Caminha (Porto, 1450 — Calecute, 15 de dezembro de 1500), por vezes chamado Pedro Vaz de Caminha, foi um fidalgo português que se notabilizou nas funções de escrivão da armada de Pedro Álvares Cabral. Foi também vereador na cidade portuguesa do Porto.

## Biografia
Era filho de Vasco Fernandes de Caminha, cavaleiro do duque de Bragança, e Isabel Afonso, casal esse que teve, além de Pero, pelo menos outros dois filhos, Fernando e Afonso Vaz. Não se sabe ao certo quando nasceu Caminha, mas supõe-se que seria em 1450 e na cidade de Porto, onde teria sido criado e viveria pela maior parte de sua vida. Seus ancestrais seriam os antigos povoadores de Neiva à época do reinado de D. Fernando (1367-1383). Letrado, Pero Vaz foi cavaleiro das casas de D. Afonso V (1438-1481), de D. João II (1481-1495) e de D. Manuel I (1495-1521). Pai e filho, para melhor desempenhar seus cargos, precisavam exercitar a prática e desenvolver o conhecimento da escrita, distinguindo-se a serviço dos monarcas.
Teria participado da batalha de Toro (2 de Março de 1475). Em 1476 herdou do pai o cargo de mestre da balança da Casa da Moeda, um cargo equivalente ao de escrivão e tesoureiro, posição de responsabilidade em sua época. Em 1497 foi escolhido para redigir, na qualidade de Vereador, os Capítulos da Câmara Municipal do Porto, a serem apresentados às Cortes de Lisboa. Afirma-se que D. Manuel I, que o nomeou para o cargo no Porto, lhe tinha afeição. 
Em 1500, foi nomeado escrivão da feitoria a ser erguida em Calecute, na Índia, razão pela qual se encontrava na nau capitânia da armada de Pedro Álvares Cabral em abril daquele mesmo ano, quando os portugueses descobriram o Brasil.
Tradicionalmente aceita-se que Caminha faleceu em um combate durante o ataque muçulmano à feitoria de Calecute, em construção, no 16 ou 17 de dezembro de 1500.
Caminha separou-se de D. Catarina Vaz, com quem teve, pelo menos, uma filha, Isabel de Caminha.

### A carta a D. Manuel I

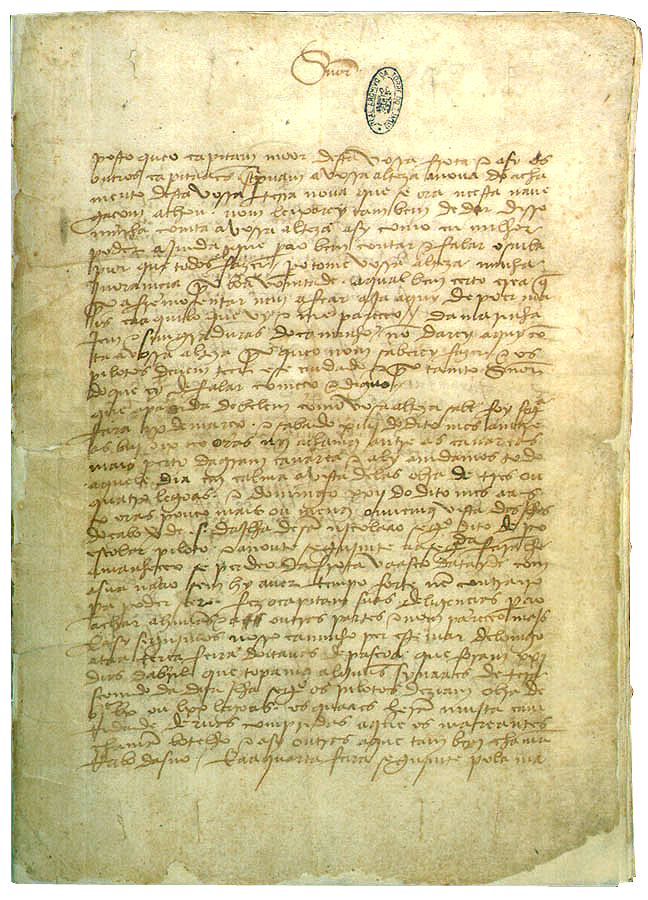
Reprodução da carta de Caminha a Manuel I de Portugal.

Caminha eternizou-se como o autor de uma carta, datada de 1 de Maio, ao soberano, um dos três únicos testemunhos desse descobrimento (os outros dois são a Relação do Piloto Anônimo e a Carta do Mestre João Faras). 
Mais conhecido dentre os três, a Carta de Pero Vaz de Caminha é considerada a certidão de nascimento do Brasil embora, dado o segredo com que Portugal sempre envolveu relatos sobre sua descoberta, só fosse publicada no século XIX, pelo Padre Manuel Aires de Casal em sua "Corografia Brasílica", Imprensa Régia, Rio de Janeiro, 1817]. O texto de Mestre João demoraria mais ainda: veio à luz em 1843 na Revista do Instituto Histórico e Geográfico Brasileiro e isso graças aos esforços do historiador Francisco Adolfo de Varnhagen.

### Participantes da expedição
Relação de acordo com Sílvio Castro

#### Citados diretamente na carta
1. Pedro Álvares Cabral (comandante da frota de 13 navios)
2. Vasco de Ataíde (comandante)
3. Nicolau Coelho (comandante)
4. Sancho de Tovar (comandante)
5. Simão de Miranda (comandante)
6. Aires Correia (comandante, feitor geral)
7. Bartolomeu Dias (comandante)
8. Diogo Dias (comandante)
9. Aires Gomes (comandante)
10. Afonso Lopes (piloto)
11. Pero Escobar (piloto)
12. Henrique de Coimbra (frei)
13. Afonso Ribeiro (degredado)

#### Participantes subentendidos
1. Gaspar de Lemos (comandante) - Retornou a Portugal com a carta. Partiu dia 2 de maio
2. Nuno Leitão da Cunha (comandante da caravela Anunciada)
3. Pero de Ataíde (comandante do navio São Pedro)
4. Luís Pires (comandante)
5. Simão de Pina (comandante)